# فرهنگ شیرازی
میرزا ابو القاسم(۱۲۴۲-۱۳۰۹ه‍.ق) متخلص به فرهنگ فرزند میرزا کوچک است که متخلص به وصال شیرازی می‌باشد. او در خوشنویسی و زیبایی خطوط مختلف به پدرش اقتداء کرده بود، وی همچنین شاعری توانا بود که به فارسی و عربی شعر دارد.
ولادت و مرگ او در شیراز بوده‌است. فرهنگ شیرازی شاگرد پدر و برادر بزرگترش میرزا احمد وقار معروف به وقار شیرازی بوده‌است که وی از او فن شعر و ادب را فراگرفته‌است، همچنین ریاضیات و علم جفر و رمل و زبان فرانسه هم درس گرفته بود، او با صاحبان فن و شعرا معاصرش پیوندهای مستحکمی داشته‌است.
افزون بر پدر، پنج برادر او نیز از خوشنویسان و شاعران صاحب‌نام سده سیزدهم هجری هستند. میرزا ابو القاسم فرهنگ در خوشنویسی خط ثلث و تعلیق صاحب‌نام شده است.

## آثار
آثار تالیفی او عبارتند از:
۱. ترجمه البارع فی احکام النجوم (فارسی در علم نجوم) که ترجمه کتاب علی ابن ابی الرجال شیبانی است، و هشت جزء دارد دو جزء را با حمایت معتمد الدوله حاکم فارس تمام کرد و باقی آنرا میرزا محمد امین موسوی خراسانی تکمیل کرد.
۲. دیوانی (فارسی ـ عربی در شعر) که حدود ده هزار بیت دارد بعضی از قصاید او در مجمع الفصحاء و دانشمندان فارس نقل شده‌است.
۳. ذخر السفاهه علی طب البلاهه (سکنجبینیه، فارسی / متفرقات) این کتاب نقدی است با ریشخند نسبت به کسانی که در کتابت سخت و غامض قلم می‌زنند یا بی مناسبت از موضوعی به موضوع دیگر منتقل می‌شوند، ضمناً مسایلی در فقه و حدیث و موسیقی و هندسه و عروض و جفر را هم متعرض شده‌است.
۴. رساله‌ای در خانواده وصال (فارسی / تراجم) این کتاب را به درخواست میرزا حسن فسایی مولف فارسنامه ناصری تالیف کرده‌است.
۵. شرح حدایق السحر (فارسی / تراجم) این کتاب شرحی است برای کتاب رشید الدین وطواط که در سال ۱۲۹۷ هجری آن را تالیف کرده‌است.
۶. فرهنگ فرهنگ (فارسی ـ عربی ـ ترکی / لغت) این کتاب معجمی است لغوی یک مقدمه و دوقسمت دارد قسمت اول دارای ۳۱ باب در مطلق مفردات است، و قسمت دوم ۲۹ باب دارد و مفردات خاص را در بر گرفته‌است، او در سال ۱۲۷۶ هجری از این کتاب فارغ شده‌است.

## نمونه شعرها
| از سر کوی تو گیرم که روم جای دگر      |  | کو دلی را که سپارم به دلارای دگر      |
| عاقبت از سر کوی تو برون باید رفت      |  | گیرم امروز دگر ماندم و فردای دگر      |
| مگر آزاد کنی، ورنه چو من بنده پیر     |  | گر فروشی، نستاند ز تو مولای دگر       |
| عاشقان را طرب از بادهٔ انگور نیست      |  | هست مستان ترا تشنه ز صحبای دگر        |
| بهر مجنون تو این کوه و بیابان تنگ است |  | بهر ما کوه دگر باید و صحرای دگر       |
| ما گداییِ درِ دوست به شاهی ندهیم        |  | زآن که این جای دگر دارد و، آن جای دگر |
| گر به بتخانهٔ چین نقش رُخت بنگارند      |  | هر که بیند، نکند میل تماشای دگر       |
| راه پنهانی میخانه نداند همه کس        |  | جز من و زاهد و شیخ و دو سه رسوای دگر  |
| دل"فرهنگ" ز غم‌های جهان خون شده است    |  | غم عشق آمد و افزود به غم‌های دگر       |

فرهنگ شیرازی